# Scherbelinoweiher
Der Scherbelinoweiher (auch Scherbelino-Weiher, Haldenweiher) ist ein kleines Stillgewässer im Frankfurter Stadtwald in Hessen. Durch die unmittelbare Nachbarschaft zu einem Schuttberg, dem Frankfurter „Monte Scherbelino“, der bis in die späten 1960er-Jahre als Mülldeponie genutzt wurde, ist der Weiher mit Schadstoffen belastet. Daher ist er bis zum Abschluss von Sanierungsmaßnahmen für die Öffentlichkeit nur im Rahmen von offiziellen Führungen zugänglich.

## Daten und Geschichte
Der Scherbelinoweiher gehört zum Oberwald genannten östlichen Teil des Frankfurter Stadtwaldes. Er liegt auf der Gemarkung des südmainischen Stadtteils Sachsenhausen, im äußersten Südosten des Stadtwaldes, an der Stadtgrenze zu Offenbach am Main. Der aus einem Steinbruch entstandene, von Grundwasser gespeiste Weiher ist etwa 160 m lang und circa 120 m breit. Die Wasserfläche misst etwa 1,5 Hektar, die durchschnittliche Tiefe des Weihers beträgt 1,80 m. In dessen östlichem Teil liegt eine kleine Insel.
Der Scherbelinoweiher grenzt unmittelbar west-/nordwestlich an den Frankfurter Schuttberg „Monte Scherbelino“, eine ehemalige Deponie für Haus- und Industriemüll. Bei den auf der Deponie häufig auftretenden Schwelbränden diente der Scherbelinoweiher der Feuerwehr als Löschwasserteich. Das mit Schadstoffen kontaminierte Löschwasser floss von der Deponie zurück in den Weiher. Wegen dieser Schadstoffbelastung gehört das Gewässer ebenso wie die ehemalige Deponie zu einem 1992 (nach anderen Quellen 1989) eingerichteten, umzäunten Sperrgebiet. Das gesamte Gelände ist seitdem für die Öffentlichkeit nur gelegentlich im Rahmen von Führungen zugänglich.
Ebenso wie der benachbarte „Monte Scherbelino“ wird auch der Weiher seit Jahren aufwendig saniert. Dazu gehört die Einleitung von Sauerstoff in das Gewässer, um biologische Zersetzungsprozesse zu beschleunigen. Das Frankfurter Umweltamt rechnet damit, dass die Sanierungsarbeiten „nicht vor 2030“ abgeschlossen werden können. Für die Zeit nach dem Abschluss der Sanierungsmaßnahmen plant die Stadt Frankfurt eine Rekultivierung des Geländes.